# Orsinval
Orsinval é uma comuna francesa na região administrativa de Altos da França, no departamento do Norte. Estende-se por uma área de 3.34 km². Em 2010 a comuna tinha 555 habitantes (densidade: 166,2 hab./km²).